# Victor Cadet
Victor Cadet (n. 17 iunie 1878, Saint-Omer, Nord-Pas-de-Calais, Franța – d. 22 septembrie 1911, Lille, Franța) a fost un înotător francez, medaliat olimpic. A participat la o ediție a Jocurilor Olimpice (1900) în care a câștigat o medalie de argint.

## Participări
Lista de mai jos prezintă principalele competiții la care a participat Victor Cadet de-a lungul carierei.
- natation aux Jeux olympiques d'été de 1900 – 200 mètres par équipes hommes[*]